# 以色列—俄羅斯關係

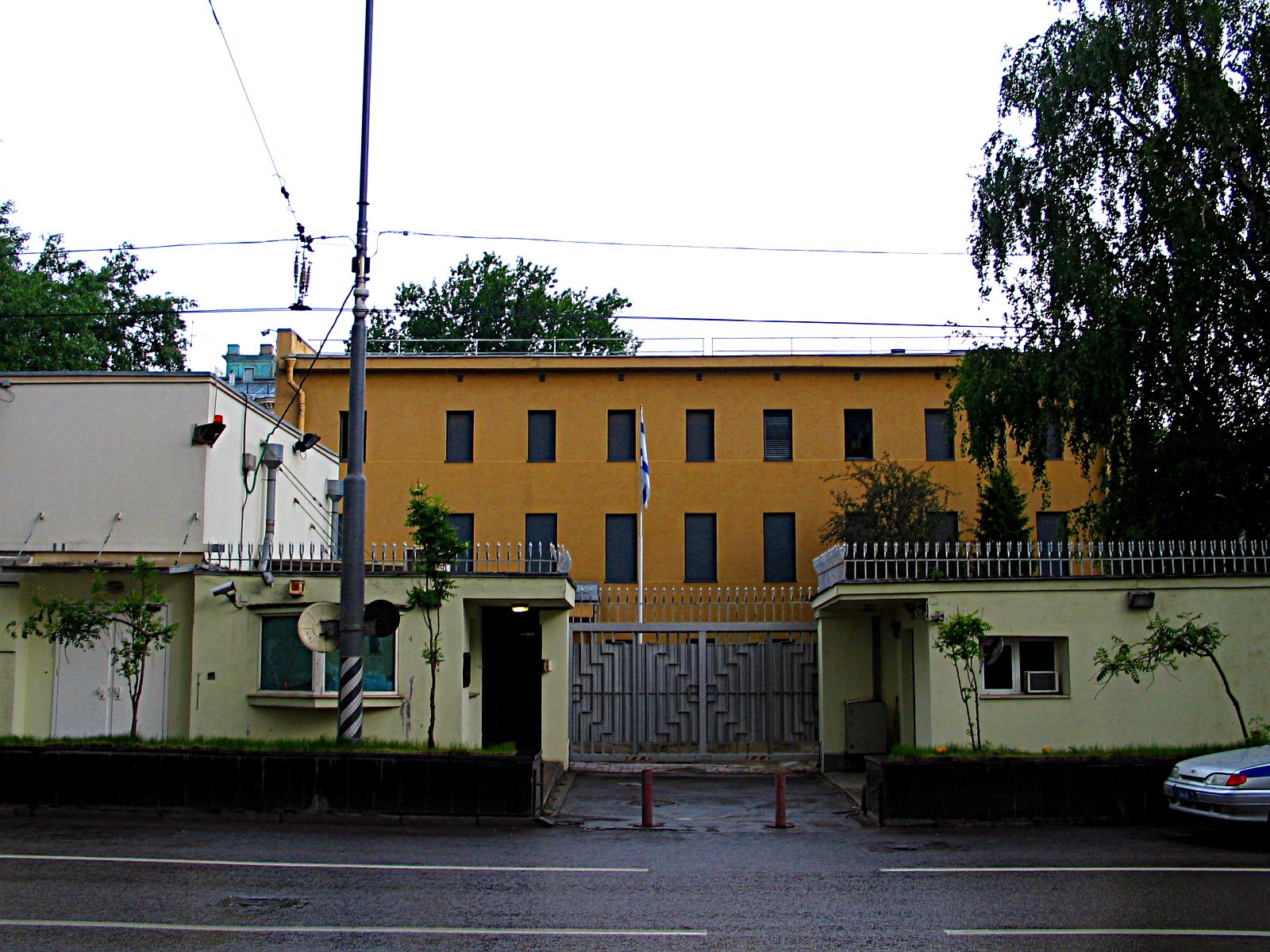
以色列驻俄罗斯莫斯科大使馆。

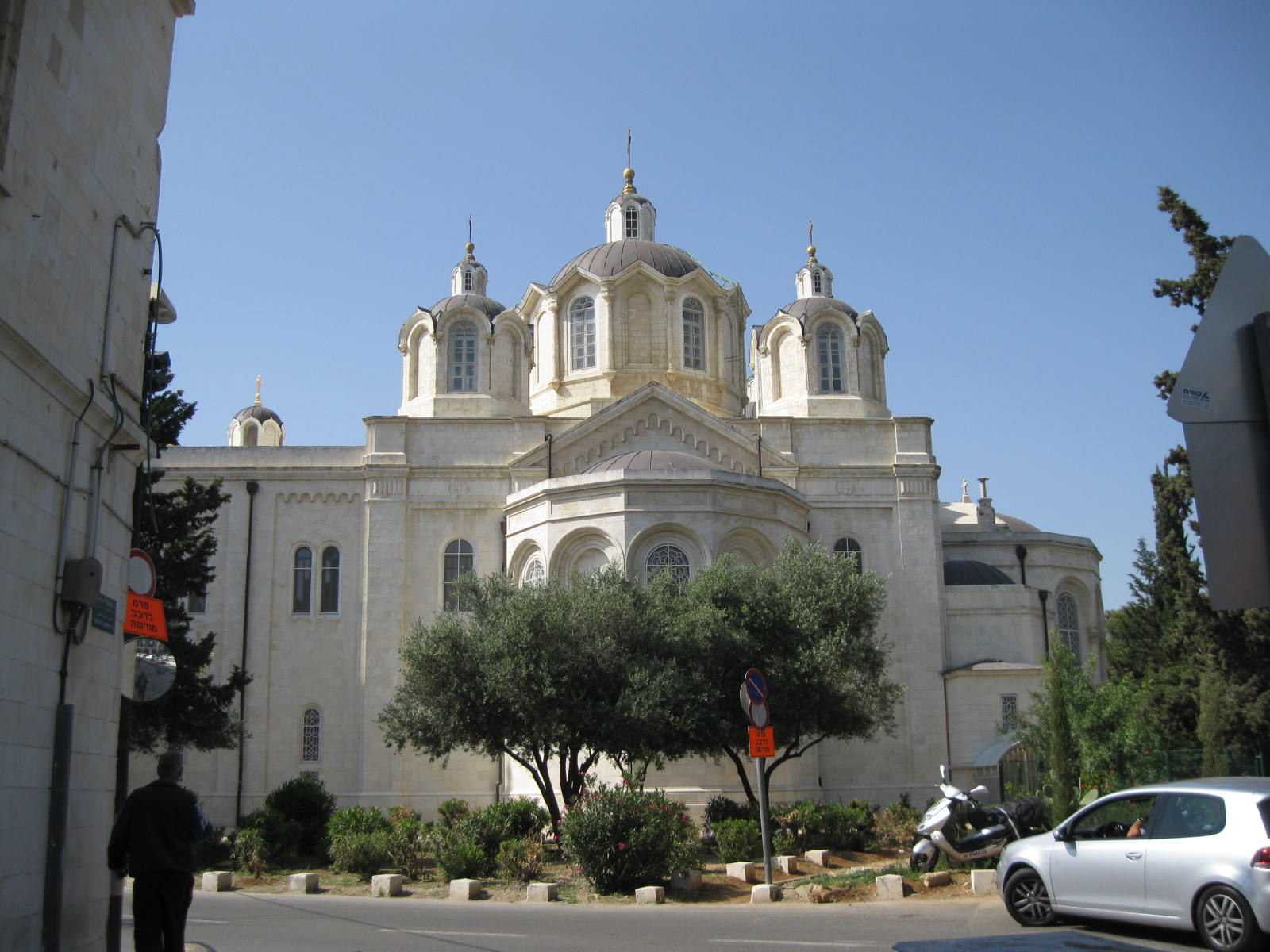
俄罗斯在耶路撒冷的俄国大院

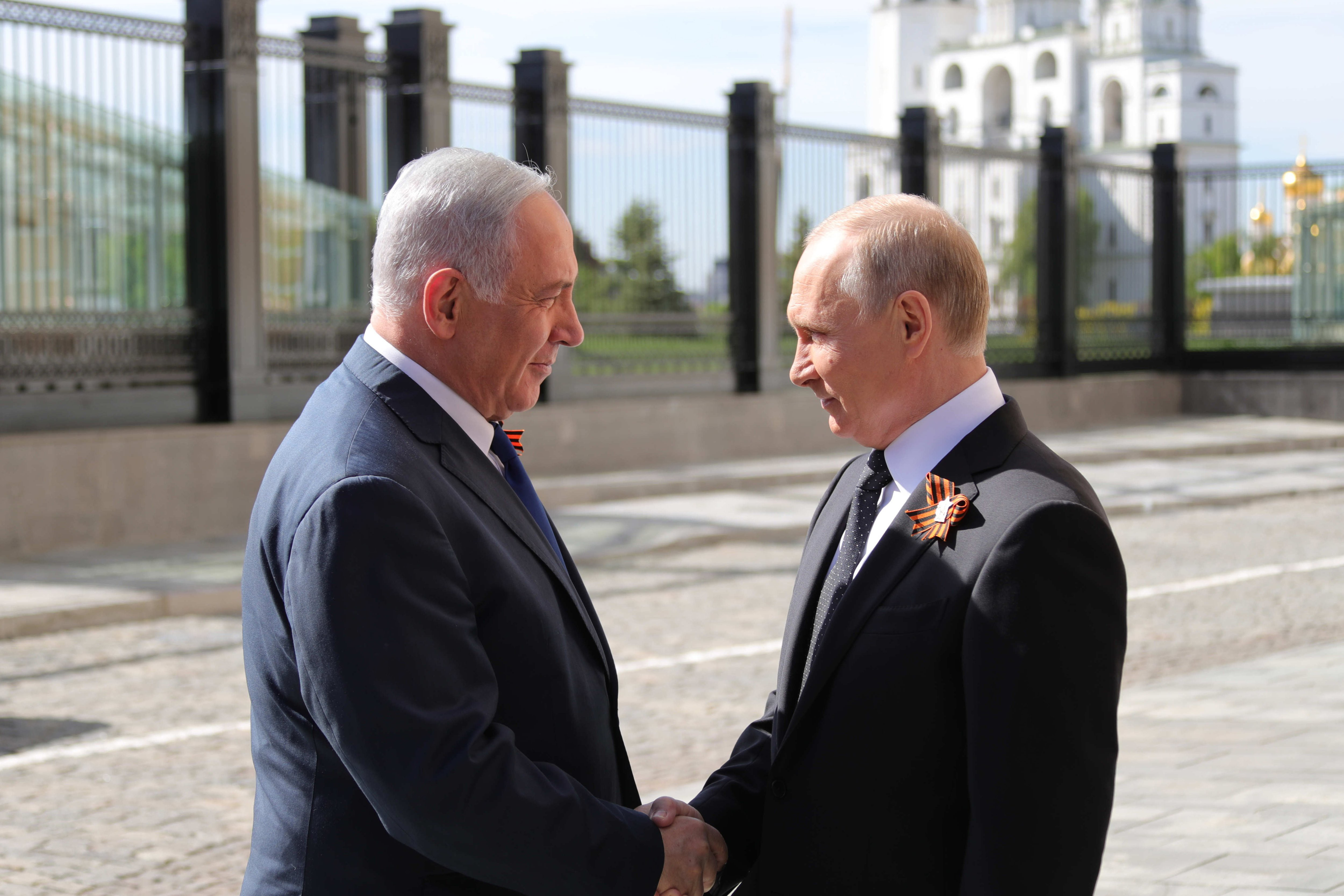
2018年本雅明·内塔尼亚胡和弗拉基米尔·普京。

以色列－俄羅斯关系是指以色列和俄罗斯两国之间的双边外交关系。俄罗斯在特拉维夫设有大使馆，在海法设有领事馆。以色列在莫斯科设有大使馆，在叶卡捷琳堡设有总领事馆。
俄罗斯是中东问题有关四方的成员。多年来，以色列是许多俄罗斯犹太人的避难所。在20世纪70年代的和90年代的犹太人大迁徙期间尤其如此。冷战期间，以色列和蘇聯是对立的两方。蘇聯解體前後，大量猶太人從蘇聯移居到以色列。然而，从21世纪初开始，随着亲以色列的俄罗斯领导人弗拉基米尔·普京当选，以及亲俄的以色列领导人阿里埃勒·沙龙在2001年当选，以色列和俄罗斯的关系开始显著改善。以色列拥有众多的俄裔移民，他们的数量被认为是除了前苏联加盟国以外最多的。俄语是以色列第三大使用最广泛的第一语言，仅次于希伯来语和阿拉伯语，在前苏联国家之外讲俄语的人数位居第三，在总人口中所占比例最高。
超过10万以色列公民生活在俄罗斯，8万以色列人生活在莫斯科，而成千上万的俄罗斯公民生活在以色列，大约150万以色列人讲俄语。

## 历史

### 苏联时期
随着1941年德国入侵蘇聯，约瑟夫·斯大林改变了长期以来反对犹太复国主义的立场，并试图动员全世界的犹太人支持苏联的战争努力。犹太反法西斯委员会在莫斯科成立。战争期间，成千上万的犹太难民逃离纳粹，进入苏联，在那里他们复兴了犹太人的宗教活动，并开设了新的犹太会堂。从1944年末开始，斯大林开始公开支持犹太复国主义的外交政策，显然他相信这个新国家将成为社会主义国家，导致英国在中东影响力加速下降。
1947年5月，苏联外交部副部长安德烈·安德烈耶维奇·葛罗米柯告诉联合国，苏联支持将巴勒斯坦划分为犹太人的国家和阿拉伯人的国家。1947年11月，苏联及其盟友投票赞成联合国的巴勒斯坦分治计划。 它为以色列的建国铺平了道路。1948年5月17日，以色列宣布独立三天后，苏联正式承认以色列。

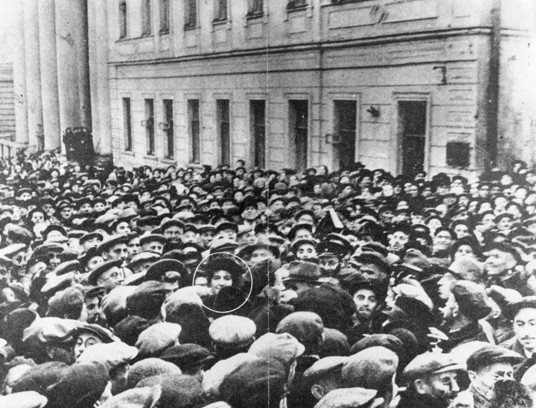
1948年，犹太新年的第一天，在莫斯科犹太教堂附近，以色列驻苏联大使果尔达·梅厄被5万名犹太人簇拥。

果尔达·梅厄被任命为以色列驻苏联公使，她的任期从1948年9月2日开始，1949年3月结束。她参加了莫斯科犹太会堂的犹太新年和赎罪日活动。然而，以色列建立後，斯大林就改变立场，偏袒阿拉伯人，逮捕犹太反法西斯委员会的领导人，并对苏联的犹太人发动攻击。
1949年至1952年期間，苏以关系恶化，但此時苏联仍在阿以争端中基本保持中立。1955年起，蘇聯開始倒向阿拉伯人這一邊。
1967年6月，苏联政府为抗议以色列在六日战争期间及其后的政策，断绝了与以色列的关系。苏联对犹太人的敌人阿拉伯人提供武器和训练，在消耗战期间，苏联军队被部署到埃及，在那里他们不断地与以色列军队交战。
苏联因六日战争与以色列断绝外交关系后，荷兰驻莫斯科大使馆设立了以色列利益代表处，代表以色列在苏联的利益，直到1991年1月两国恢复外交关系。

### 苏联解体后

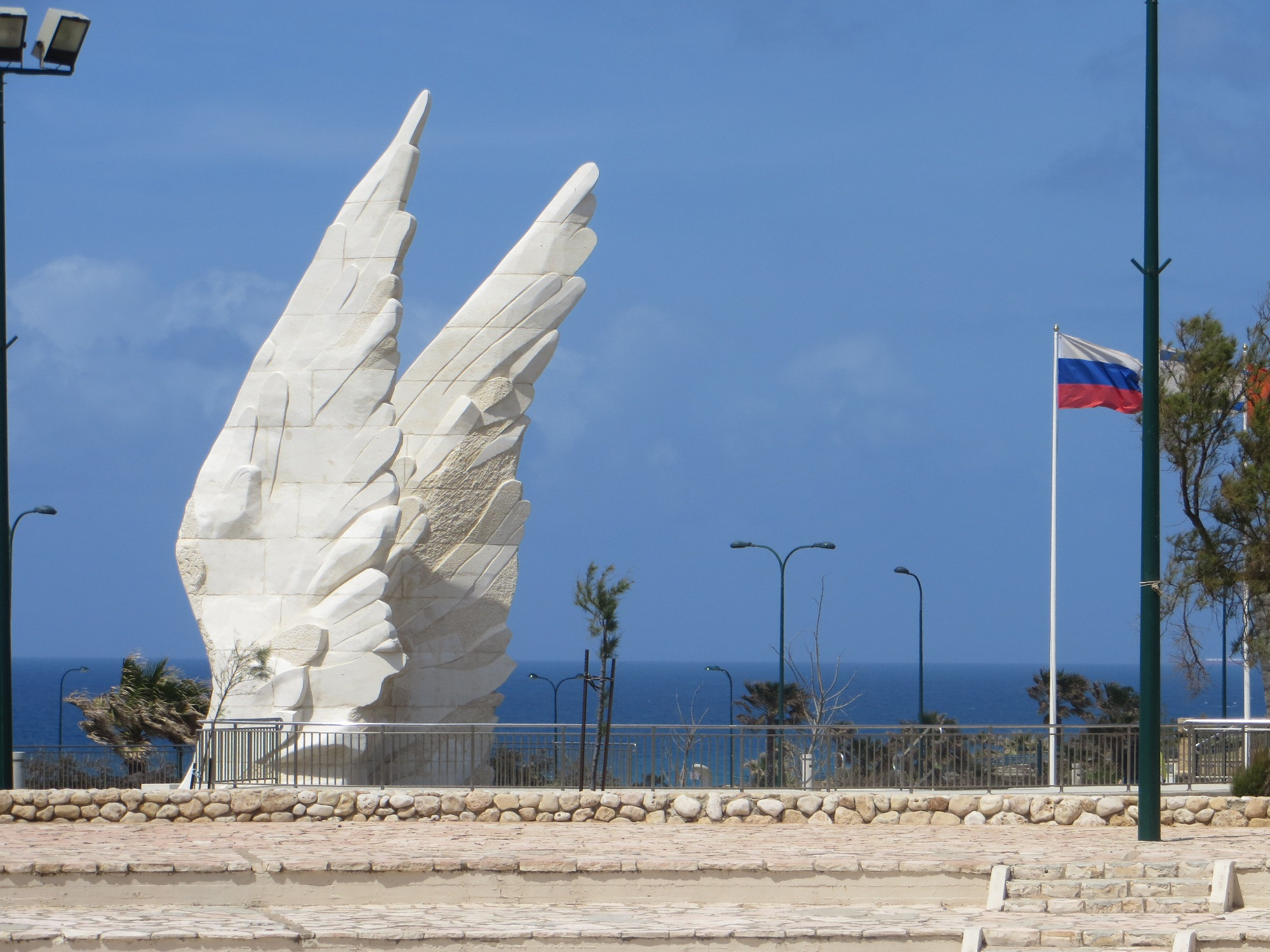
以色列内坦亚的胜利纪念碑，用来纪念第二次世界大战的胜利。

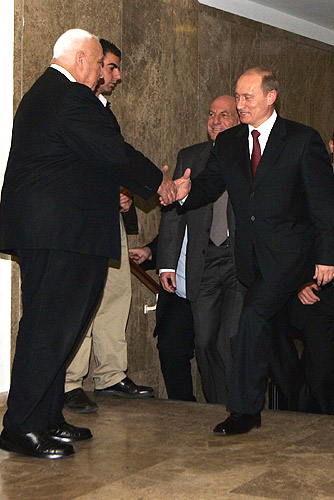
以色列总理阿里埃勒·沙龙和总统弗拉基米尔·普京在以色列会面

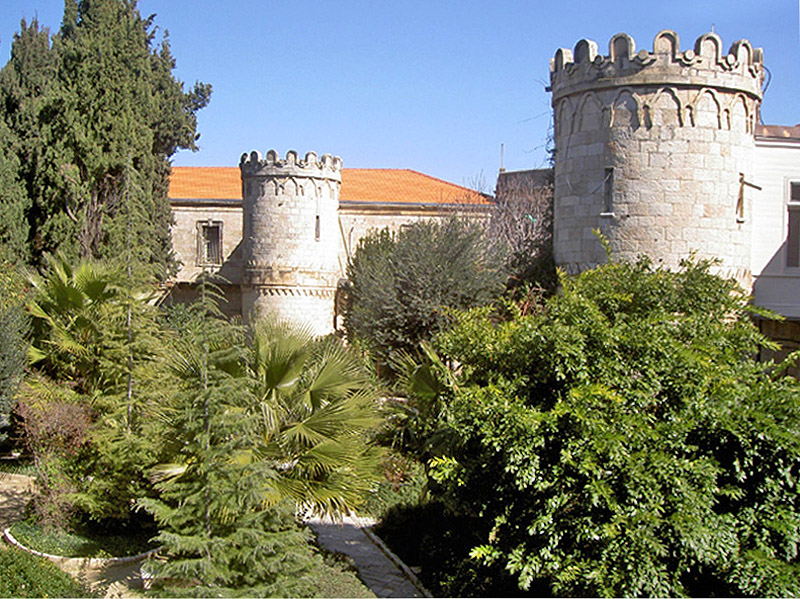
谢尔盖在耶路撒冷的院子，其所有权在2008年从以色列政府转移到俄罗斯。

1991年10月18日，苏联恢复了同以色列的外交关系。记者亚历山大·鲍文成为24年来第一位苏联驻以色列大使。苏联解体两个月后，他继续担任俄罗斯驻以色列大使。
苏联的解体引发了一股来自苏联加盟国的犹太人移民潮。由于新移民的需求，以色列出现了许多俄语报纸，随着20世纪90年代以色列多频道电视的发展，许多俄语频道开始在以色列重播。2002年11月，一个新的以俄合办频道“以色列+”出现。
1999年10月19日，中国国防部长迟浩田上将在叙利亚大马士革会见叙利亚国防部长特拉斯，讨论扩大叙利亚与中国的军事关系后，飞抵以色列，会见以色列时任总理兼国防部长埃胡德·巴拉克，讨论军事关系。在这些军事协议中，以色列和俄罗斯向中国出售了价值10亿美元的军用飞机，这些飞机将由俄罗斯和以色列联合生产。
1999年，由于大量讲俄语的人移民以色列，时任以色列外长的阿里埃勒·沙龙开始寻求与俄罗斯建立更友好的关系。他表示:“俄罗斯人的投票将决定（以色列）选举的结果。”
由于以色列反对1999年北约轰炸南斯拉夫，以及以色列支持国际货币基金组织向俄罗斯提供贷款，以色列和俄罗斯的关系得到改善。俄罗斯总理叶夫根尼·马克西莫维奇·普里马科夫随后表示，如果他是以色列人，他将在1999年的以色列大选中投票给现任总理本雅明·内塔尼亚胡。

#### 2000年代
2000年，更亲以色列的普京当选，2001年亲俄的沙龙当选，沙龙称普京为“以色列真正的朋友”，两国关系才开始实质性改善。
2006年，以色列军队在黎巴嫩南部发现了真主党拥有的俄制9M133短號反坦克导弹和9K115-2麦士蒂索人-M反坦克导弹的证据。2007年，在回应向恐怖组织提供武器的指控时，俄罗斯表示，它正在对叙利亚的武器储存设施进行检查，以防止武器落入不意的客户之手。这使得俄罗斯和以色列之间已经恶化的关系更加紧张。
2006年，弗拉基米尔·沃尔福维奇·日里诺夫斯基作为一个政府代表团的成员访问了以色列，他说，他特别关注生活在以色列的100多万俄罗斯人的经济状况，并表示“俄罗斯永远不会允许任何针对以色列的暴力”。
俄罗斯计划向以色列的邻国出售先进的地对空导弹，并谴责以色列在加沙战争中的行动。俄罗斯还向巴勒斯坦运送了60吨帐篷、药品、食品和其他人道主义援助物资。

#### 2010年代
2011年，普京说:“事实上，以色列对我们来说是一个特殊的国家，因为它实际上是一个讲俄语的国家。以色列是少数几个可以说俄语的国家之一。因为很明显，以色列超过一半的人口讲俄语”。普京还声称，以色列可以被认为是俄罗斯文化世界的一部分，并声称“在以色列被认为是以色列民族歌曲的歌曲实际上是俄罗斯民族歌曲”。他进一步说，他认为讲俄语的以色列公民是他的同胞，是“俄罗斯世界”的一部分。
2014年4月，以色列在联合国对俄罗斯吞并克里米亚一事采取中立立场，这激怒了美国国务院和白宫官员。
在2014年的保护边缘行动中，普京表示，“我支持以色列的战斗，因为其目的是保护其公民”。
2014年8月，俄罗斯在禁止从欧盟、挪威、美国、加拿大和澳大利亚进口食品后，开始增加了从以色列进口水果的数量。
2014年10月，印度和以色列开始向俄罗斯出口肉类。
2015年9月俄罗斯对叙利亚进行军事干预后，以色列和俄罗斯的关系进一步改善。从那时到2018年7月，以色列总理内塔尼亚胡和普京共会晤了9次。
2015年10月，以色列和俄罗斯举行会议，就叙利亚问题进行协调，避免在叙利亚境内行动时意外地发生冲突或干扰对方的通信。
2016年3月，普京表示，与以色列的关系是特殊的，基于“友谊、相互理解和悠久的共同历史”。普京表示:“俄罗斯和以色列发展了一种特殊的关系。150万以色列公民来自前苏联，他们讲俄语，是俄罗斯文化、俄罗斯心态的承载者。他们与他们在俄罗斯的亲戚和朋友保持关系，这使得国际关系非常特殊”。
在2016年6月与内塔尼亚胡的会晤中，普京称以色列和俄罗斯在“对抗国际恐怖主义的努力”中是“无条件的盟友”。
在2016年美国总统选舉之前和之后，以色列开始游说美国与俄罗斯达成协议，限制伊朗在叙利亚的军事存在，以换取取消对俄罗斯在乌克兰军事行动的制裁。据报道，唐纳德·特朗普是俄罗斯和以色列最喜欢的美国总统候选人，因为特朗普被双方广泛认为是以色列的强大支持者，而且对俄罗斯友好。以色列和俄罗斯仍然被指责干预2016年美国大选，帮助特朗普掌权，弗拉基米尔·普京被发现对本杰明·内塔尼亚胡和唐纳德·特朗普在以色列和美国的政治决策具有独家影响力。
2016年12月，在俄罗斯的外交压力下，内塔尼亚胡指示以色列的联合国代表团跳过联合国大会对叙利亚战争罪行的投票。第二天，俄罗斯驻联合国大使维塔利·丘尔金提出，将安理会谴责以色列在约旦河西岸修建定居点的第2334号决议的表决推迟到美国总统川普就职之后，以便让美国新政府对该决议有发言权，但这一提议遭到了安理会其他成员国的反对。
2018年3月，以色列在关于英国前俄罗斯间谍毒杀案的声明中拒绝将谢尔盖和尤利娅·斯克里帕尔中毒事件归咎于俄罗斯，并拒绝驱逐任何俄罗斯外交官，招致英国的批评。
2018年5月，以色列国防部长阿维格多·利伯曼表示，尽管外国施压支持制裁，但以色列政府反对制裁俄罗斯。
在2018年7月举行的2018年俄美峰会上，美国总统唐纳德·特朗普和普京同意在叙利亚进行合作，以确保以色列的安全。美国国家安全顾问约翰·博尔顿后来声称，以色列和俄罗斯都要求伊朗从叙利亚撤军。俄罗斯后来提出在以色列和叙利亚边界的叙利亚一侧建立一个100公里的缓冲区，伊朗军队将被禁止进入，尽管以色列拒绝了这一提议。

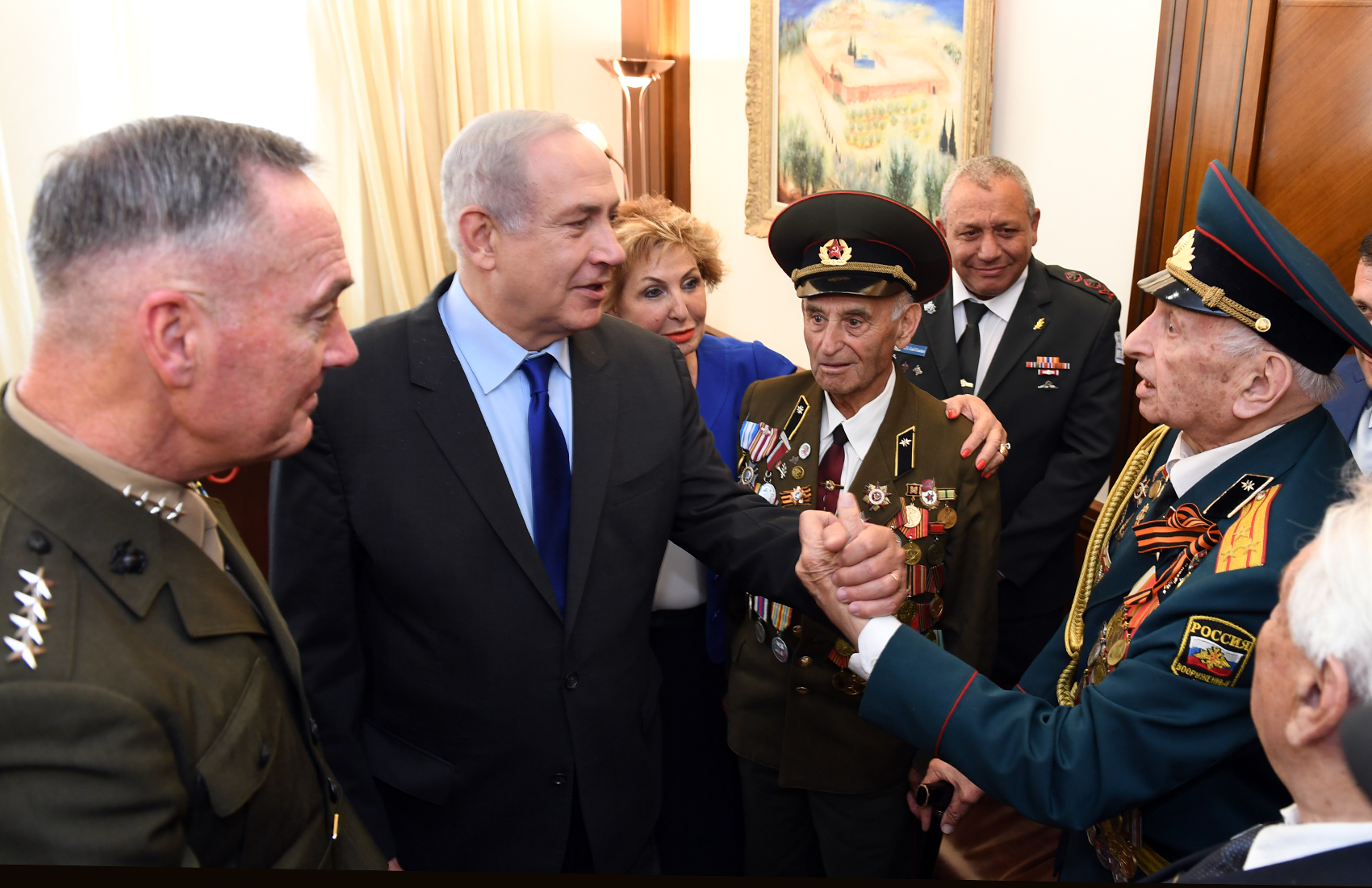
2017年5月9日犹太裔红军老兵在耶路撒冷庆祝胜利日

2018年9月，两国关系有所恶化，原因是俄罗斯国防部指责以色列军方击落了一架俄罗斯飞机，击落的原因是这架飞机在以色列打击叙利亚真主党目标的过程中挡在了摧毁叙利亚防空系统的导弹航道上。尽管普京最初原谅了以色列，但俄罗斯随后不顾以色列的反对，将叙利亚的防空系统升级为S-300导弹系统，拒绝了以色列派代表团前往莫斯科解决争端的提议，并无视以色列总理办公室安排与普京会面的企图。
2018年12月20日，俄罗斯支持以色列对真主党在以色列和黎巴嫩边界下挖掘隧道的安全担忧，敦促黎巴嫩解决这一问题。
2018年12月25日，俄罗斯谴责以色列对叙利亚军火库发动空袭，称“以色列空军的挑衅行为……直接对两个航班造成了威胁。”
2019年2月7日，俄罗斯副外长敦促以色列停止对叙利亚的空袭。
2019年2月29日，普京和内塔尼亚胡在莫斯科会晤，内塔尼亚胡随后宣布俄罗斯支持将伊朗士兵撤出叙利亚，普京也接受了邀请他访问耶路撒冷的提议，两国关系得以修复。
2019年3月3日，内塔尼亚胡宣布建立一个以俄联合小组，争取撤出所有部署在叙利亚的外国军队。
2019年3月18日，普京建议邀请内塔尼亚胡前往克里米亚，参加当地一座新犹太会堂的开幕仪式。

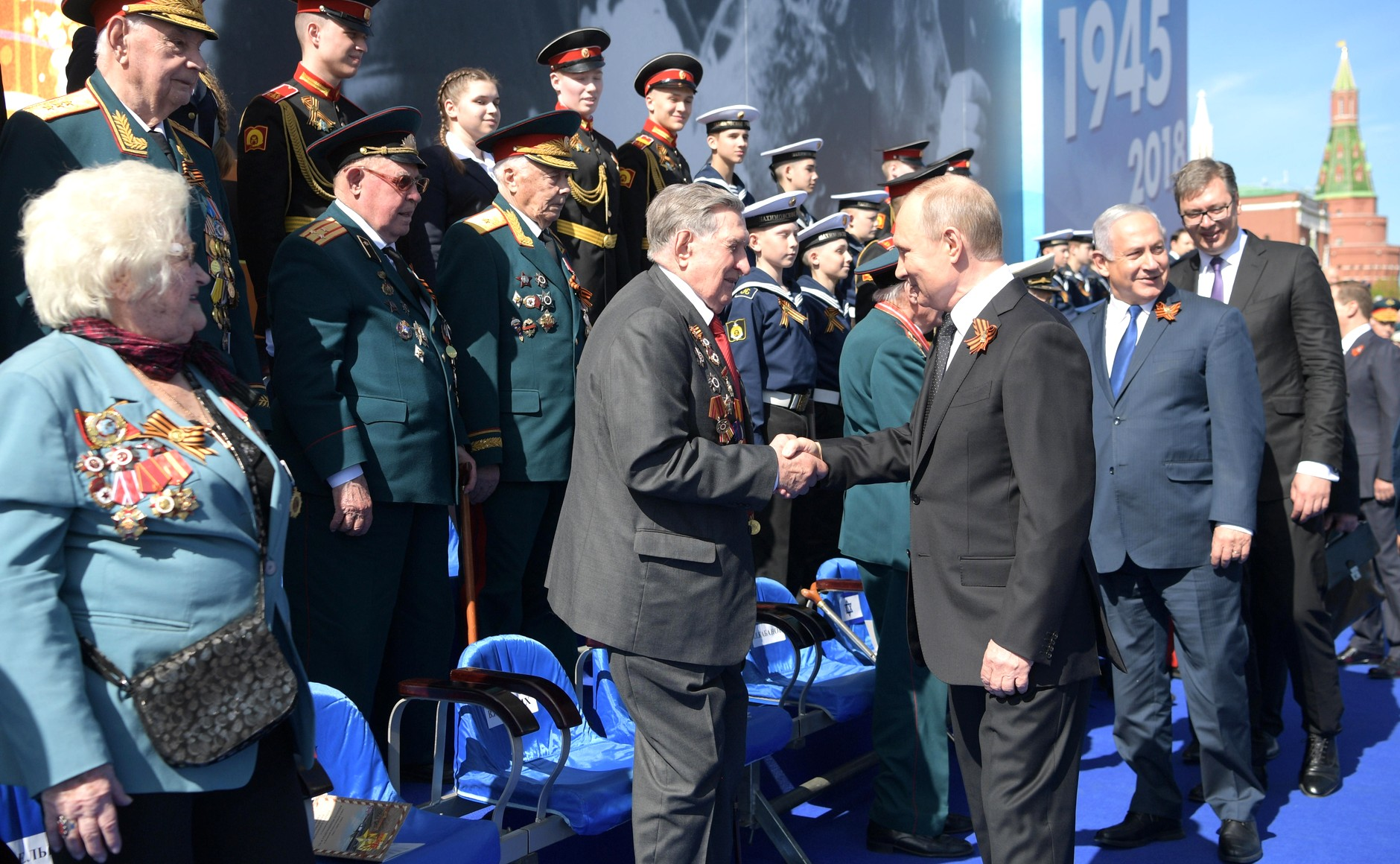
2018年5月9日，内塔尼亚胡和普京在莫斯科胜利日游行

在2019年4月以色列议会选举之前，辛贝特的负责人纳达维·阿尔加曼警告说，一个不知名的国家正计划干预选举，媒体的猜测集中在俄罗斯。俄罗斯否认了这些报道，普京的新闻秘书德米特里·佩斯科夫表示，这是“不可能的”，并建议“不要阅读以色列媒体”。反对党蓝白党领导人本尼·甘茨和塔玛尔•赞德伯格以及梅雷兹党的领导人随后指责俄罗斯偏袒内塔尼亚胡。
2019年4月4日，内塔尼亚胡再次前往莫斯科会见普京，两国关系得到改善。普京归还了以色列国防军士兵佐夏利亞·波美爾的遗体，这是俄罗斯军队在叙利亚找到的。内塔尼亚胡随后感谢普京与内塔尼亚胡的“个人友谊”，而普京则对以色列表彰二战红军战士的政策表示赞赏。内塔尼亚胡还特别赞扬了俄罗斯国防部，尽管在去年俄罗斯飞机被击落后，俄罗斯国防部对以色列提出批评。但内塔尼亚胡还是称赞俄罗斯为找回波美爾的遗体做出了贡献，内塔尼亚胡还说以色列“永远不会忘记”这一点。
2019年6月25日，以色列召开了其国家安全顾问与美国和俄罗斯各自的国家安全顾问之间的首次三方峰会，特别关注伊朗在叙利亚的军事存在。
2019年10月，俄罗斯逮捕了涉嫌毒品走私的以色列人纳马·以萨迦。以萨迦的家人和以色列官员声称，俄罗斯告诉他们，如果从以色列引渡到美国的俄罗斯人阿列克谢布尔科夫被释放到俄罗斯，她就可以获释。内塔尼亚胡随后亲自请求普京赦免以萨迦，普京说他会考虑。以色列最高法院最终驳回了布尔科夫反对引渡的上诉，导致俄罗斯谴责这一决定是“无助于（俄以）关系的发展”。2020年1月29日，普京总统签署了她的赦免令。 她的律师此前曾指出，俄罗斯总统以前从未赦免过被定罪的外国人。

#### 2020年代
2020年1月10日，以色列释放了两名叙利亚囚犯，其中包括一名被判犯有间谍罪的囚犯，这是在俄罗斯斡旋下达成的“善意姿态”的一部分。
2020年1月15日，亚洲时报的一篇报道援引以色列外交部的话说，俄罗斯希望以色列提供外交援助，结束西方对叙利亚政府的制裁，以换取允许以色列继续在叙利亚境内发动空袭。
2022年5月1日俄罗斯入侵乌克兰期间，俄罗斯外交部长谢尔盖·维克托罗维奇·拉夫罗夫接受意大利电视节目Zona Bianca的采访中，对俄罗斯入侵乌克兰的军事行动进行辩护，但在被问及乌克兰总统弗拉基米尔·泽连斯基也是犹太人，俄罗斯又如何「去纳粹化」。拉夫罗夫问应称，即使是纳粹领导人阿道夫·希特勒也「流着犹太人的血」，对此泽连斯基的血统并无意义，接着又描述道「犹太人最大的反犹分子是犹太人自己」，受到多国领袖的广泛抨击。作为回应，以色列外交部长亚伊尔·拉皮德谴责拉夫罗夫的言论是一个「不可原谅的」谎言，称其言论为将大屠杀归咎于犹太人的「最低水平的种族主义」，并召见俄罗斯大使要求道歉。隔日，俄罗斯继续重申拉夫罗夫的观点，指控以色列「支持基辅的新纳粹政权」。俄罗斯外交部发表声明指责拉皮德就纳粹大屠杀发表了「反历史」的言论，表示历史已经证明犹太人与纳粹合作的悲惨例子，在很大程度上解释了当前以色列政府支持基辅新纳粹政权的过程。俄罗斯外交部发言人玛丽亚·扎哈罗娃在与俄罗斯卫星通讯社与Rossiya-24的采访中也宣称「以色列雇佣军正在与俄罗斯视为极右翼势力的亚速武装分子并肩作战」，又表示以色列「多年来一直无视乌克兰新纳粹意识形态的发展」，使两国外交争端升级。5月5日，以色列总理贝内特单方面宣称，他在与俄羅斯总统普京通话时，后者就拉夫罗夫的言论表示道歉，并“感谢普京總統出來澄清”。然而，在俄罗斯的电报中并沒提及向以色列「道歉」一事。两国关系也因为以色列谴责俄罗斯入侵乌克兰以及俄罗斯取缔犹太人移民机构而呈现紧张关系。
2024年1月22日以色列—哈馬斯戰爭期间，以色列外交部批击俄罗斯一再试图证明其入侵乌克兰是为了对抗新纳粹主义的宣传而淡化大屠杀对犹太人民的影响。克里姆林宫外交部发言人玛丽亚·扎哈罗娃早前为俄乌战争批评德国对犹太国家的“不受限制的支持”，而系统性地忽视了非犹太欧洲少数民族的困境。以色列在外交论文表示“俄罗斯部长的言论“歪曲了大屠杀”，“对受害者和幸存者有害”，并感谢德国的明确支持及其反对南非毫无根据的主张的立场。2月5日，以色列驻莫斯科大使西蒙娜·哈珀林（Simona Halperin）在接受《俄罗斯日报》采访中批评俄罗斯淡化大屠杀的重要性，并指俄罗斯与巴勒斯坦伊斯兰集团哈马斯太友好了。在采访中，西蒙娜·哈珀林对国际大屠杀纪念日尚未在俄罗斯州日历中的正式日子表示遗憾，并指责俄罗斯外交部长谢尔盖·拉夫罗夫淡化了这一可怕事件的重要性。她还批评自10月7日加沙冲突爆发以来俄罗斯的政策，包括与巴勒斯坦集团哈马斯有关释放人质的谈判。他指责，俄罗斯作为遭受了10月7日恐怖袭击的国家之一，不旦不支持以色列对恐怖主义的斗争，还与南非向以色列提出的国际诉讼保持声援，这已使以色列人失去对俄罗斯的同情。2天后，俄罗斯外交部宣布已告知以色列大使西蒙娜·哈珀林对其外交部长谢尔盖·拉夫罗的批评和俄罗斯政策在中东做出的负面反应，表示前者在采访中发表的內容是「不可接受的评论」。
2024年3月18日，以色列外交部就莫斯科在联合国会议发表反以色列言论召见俄罗斯特使。以色列外交部官员表示，召见原因是发生在上周3月11日联合国安理会就关于10月7日及其后发生的性暴力行为的报告举行的会议上，当时俄罗斯驻联合国副大使玛丽亚·扎博洛茨卡娅 （Maria Zabolotskaya）对该报告提出了质疑。联合国报告称，有「明确且令人信服的信息」表明，在加沙被扣押的人质遭受「性暴力，包括强奸、性酷刑、残忍、不人道和有辱人格的待遇」，而俄罗斯特使试图取消编写这份报告的联合国特使的合法性。

## 外籍社群

### 以色列俄语人口

俄语为官方和工作语言的国家。

以俄语为母语的以色列人口是前苏联领土以外的世界第三大俄語母語社群，占总人口的比例也是最高的。讲俄语的以色列人大约有150万。

### 在以俄僑
成千上万的俄罗斯公民生活在以色列。在俄罗斯选举期间，俄罗斯政府在许多以色列城市和较小的城镇设立投票站，以便使居住在以色列的俄罗斯公民能够投票。在2012年俄罗斯总统选举期间，数十万俄罗斯人可以在以色列投票。
在2018年俄罗斯总统大选中，弗拉基米尔·普京是在以色列的俄罗斯人中最受欢迎的候选人，他在以色列赢得了72.62%的选票，克谢尼娅·索布恰克以13.42%的得票率位居第二。然而，尽管俄罗斯在以色列设立了14个投票站，投票率却特别低，只有不到10%的符合条件的俄罗斯和以色列的双重国籍公民在当天出现在投票现场。
统一俄罗斯党在以色列设立了海外支部。俄罗斯自由民主党此前在以色列也有一个海外分支。

#### 胜利日在以色列

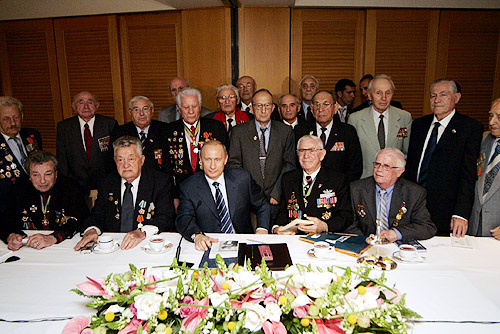
普京在以色列会见了红军老兵。

以色列举办了除前苏联加盟国以外最广泛的胜利日庆祝活动。.由于从前苏联国家退役回以色列的红军老兵数量庞大，俄罗斯政府和军队定期派出代表团与以色列红军老兵协会见面，并参加每年一度的胜利日活动。2022年，由于乌俄战争的影响，以色列取消与俄罗斯的胜利日庆祝活动，改为纪念犹太士兵和抵抗战士对战胜希特勒的贡献。

### 莫斯科以僑社群
莫斯科拥有世界上最大的以色列侨民社群，截至2014年，有8万以色列公民居住在这座城市，几乎所有人都是讲俄语的本地人。以色列文化活动是为社区举办的，许多人在一年中的一部分时间都在以色列生活。为了迎合以色列社区的需要，以色列的文化中心位于莫斯科、圣彼得堡、新西伯利亚和叶卡捷琳堡。特拉维夫和莫斯科之间每周有60次航班。

## 军事
2004年，以色列、俄罗斯和印度签署了三方协议：以色列向印度空军提供价值11亿美元的EL/W-2090雷达，该雷达由俄罗斯安装在伊尔-76平台上。
2010年9月6日，俄罗斯和以色列签署了一项为期五年的军事协议。

### 无人机
2009年4月，俄罗斯从以色列购买了第一批无人机(Bird Eye-400、8架I-View Mk150和2架Searcher Mk.2无人机)，这笔交易价值5300万美元。
在2009年底的第二笔交易中，俄罗斯又从以色列购买了36架无人机，价值1亿美元。
2010年10月，在第三笔交易中，俄罗斯又从以色列航太工业公司购买了价值4亿美元的无人机，以色列的无人机将在俄罗斯组装。俄以无人机的生产始于2012年，交付给俄罗斯军方的时间定于2014年。
2015年，据报道，其中一架无人机在乌克兰顿涅茨克市附近被乌克兰军方击落。
2015年9月，俄罗斯军队又从以色列购买了价值3亿美元的无人机，这是俄罗斯第四次购买以色列无人机。

### 冲突
2022年5月13日，以色列空军一架F-16战斗机在叙利亚上空执行空袭任务时，首次遭到俄罗斯使用S-300防空导弹攻击。但在攻击时，以军已经撤离了有关领域，所以无人伤亡。以色列国防部长兼副总理阿米甘茨在同年7月26日披露此事，并淡化称这是「一次性攻击事件」。

## 俄罗斯赴以色列旅游
近年来，以色列成为俄罗斯游客的目的地。特拉维夫是俄罗斯最受欢迎的旅游目的地，因为它很适合讲俄语的人，并且拥有炎热的天气和海滩。调查显示，俄罗斯游客在以色列旅游后的满意度明显高于平均水平，而其他国家游客在以色列旅游时的满意度较低。2014年，近50万俄罗斯游客访问了以色列。然而，由于俄罗斯经济危机和卢布贬值，2015年俄罗斯赴以色列旅游人数大幅下降。2015年俄罗斯的经济危机引发了以色列旅游业的危机，因为许多俄罗斯游客再也负担不起访问以色列的费用，导致以色列的游客数量下降。2015年，从俄罗斯到以色列的旅游人数继续大幅下降。到2018年，在经历了多年的低迷之后，俄罗斯赴以色列的游客数量开始略有回升，俄罗斯游客再次成为以色列第二大外国游客群体，对以色列度假小镇埃拉特尤其重要。

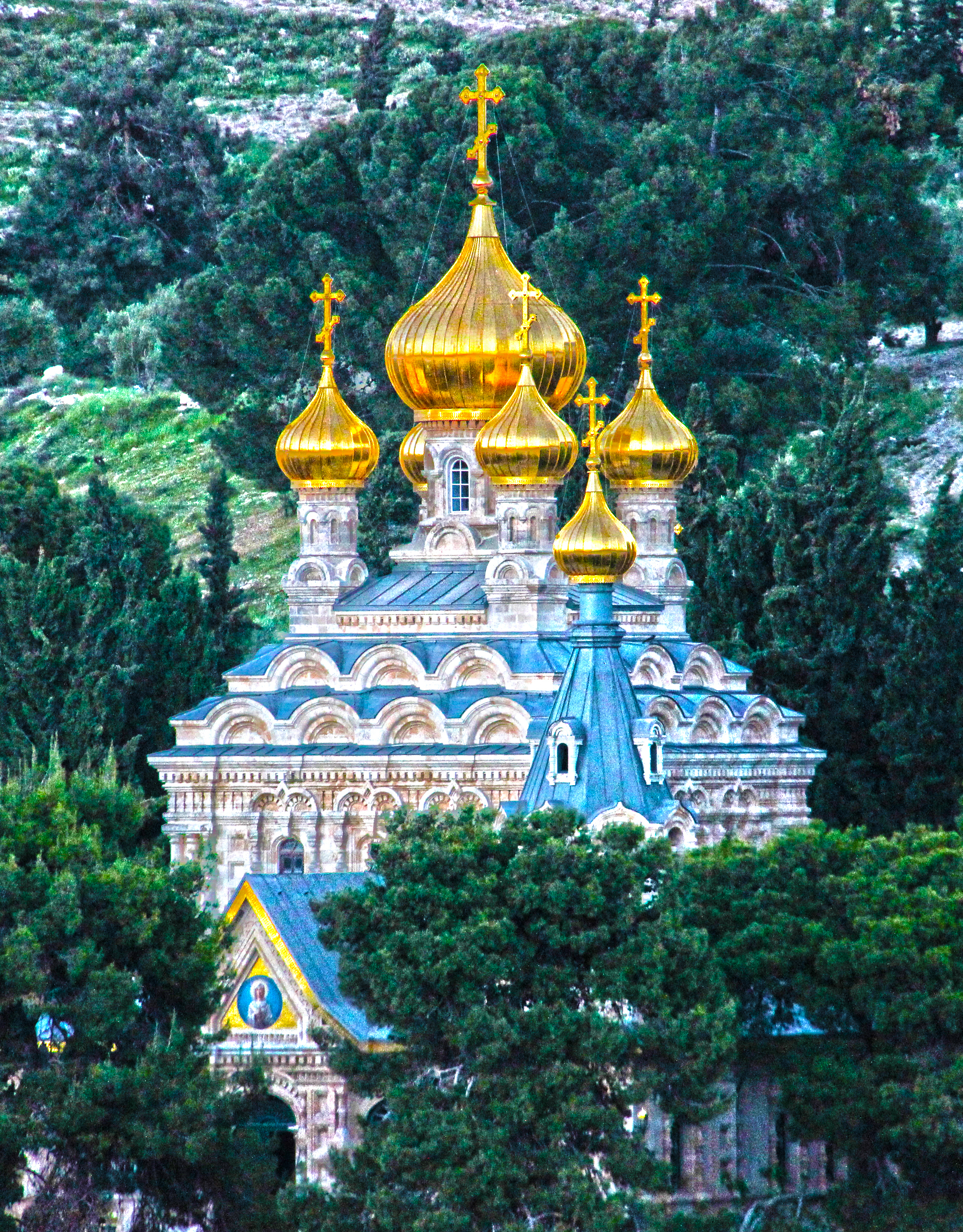
耶路撒冷的抹大拉的马利亚教堂，一个著名的朝圣地点

莫斯科大牧首基里尔说，2015年至2016年，有40多万来自俄罗斯的朝圣者访问以色列。他还说说，“以色列人讲俄语为我们的朝圣者创造了一种特殊的氛围，他们在以色列经常有宾至如归的感觉”。在谈到俄罗斯犹太社区的生活时，他引用了俄罗斯首席拉比的话:“他多次告诉我，除了俄罗斯，他不知道还有哪个地方的基督徒和犹太人关系这么好。”

## 俄罗斯向以色列供应石油
截至2014年，俄罗斯是以色列最大的原油供应国(与哈萨克斯坦和阿塞拜疆并列)。 截至2016年，俄罗斯是以色列的主要石油供应国。

## 以色列俄罗斯免签证协议
2008年，以色列和俄罗斯签署了免签证协议，允许两国之间的相互免签证旅行。来自俄罗斯和其他前苏联加盟共和国的移民占了以色列公民的很大一部分，这意味着可能会更方便地探亲访友。

## 关税同盟的谈判
以色列计划与俄罗斯签署自由贸易协定。2014年3月，欧亚经济委员会报告称，由白俄罗斯、哈萨克斯坦、俄罗斯和以色列组成的关税同盟已经成立了一个探索性委员会，以研究创建自由贸易区的前景。欧亚经济委员会是关税同盟唯一的常设监管机构。

## 加密的通信线路
俄罗斯和以色列同意安装一个直接加密通信网络，以方便俄罗斯总统和以色列总理之间的通信。一位分析人士表示:“俄罗斯感觉与以色列领导层非常亲近……俄罗斯人希望与以色列对话而不被任何人偷听。”

## 医疗合作

### 联合培训
以色列和俄罗斯参加专家的联合医疗培训。莫斯科政府实施了一项培训计划，为大都市的医生和护士在以色列的主要医院进行培训，这些医院包括哈达萨、伊奇洛夫医院、谢巴医疗中心和拉玛特特拉维夫医疗中心。来自莫斯科医院的几百名俄罗斯医学专家每年在以色列接受培训。

### 哈达萨医学中心
从2018年开始，以色列的哈达萨医疗中心在莫斯科市长的同意下，在斯科尔科沃开设了一家分支机构，成为俄罗斯开设的第一家外国医院。俄罗斯的哈达萨项目估计耗资4020万美元，其中约2640万美元将用于为该中心配备设备。此外，320万美元将用于教育活动。据计划，位于斯科尔科沃的以色列哈达萨医疗中心产生的收入的10%将用于肿瘤学领域的研究活动。

## 科技合作协议

### 太空
2011年，以色列和俄罗斯签署了太空合作协议。该框架协议旨在开发联合研究项目和其他合作领域，如天体物理和行星研究，空间生物学和医学，导航卫星和发射服务和技术。

### 核技术
2013年，以色列和俄罗斯政府签署协议，就核成像和牙科治疗放射性材料的开发进行合作。尽管该协议仅限于医疗领域，但它可能成为两国在核技术领域更广泛合作的基础。

### 孵化器
在技术孵化器领域，两国正在建立合作项目。俄罗斯政府的纳米技术投资机构俄罗斯纳米技术集团在以色列设立了一个分支机构，目的是建立一个基金，用于投资以色列的纳米技术企业。同样，俄罗斯的斯科尔科沃创新中心在以色列设立了一个分支机构——以色列-斯科尔科沃门户/中心。
2016年，斯科尔科沃基金会董事长伊戈尔·德罗兹德夫与约克尼穆市长签署了合作协议，旨在两国在技术发展方面进行合作。
2018年，Yandex与特拉维夫大学的计算机科学系合作，在以色列为当地学生开设了一所计算机科学学校。由Yandex资助的这所学校，每年将教授50名以色列学生，将主要专注于“机器学习”。特拉维夫大学校长约瑟夫•克拉夫表示:“新的联合教育项目将有助于发展俄罗斯和以色列的IT领域和国民经济。”
俄罗斯普列汉诺夫经济大学与以色列IT学院和以色列HackerU公司联合举办了区块链开发课程。